# Старая Горка
 Старая Горка  — деревня в Лесном муниципальном округе Тверской области.

## География
Находится в северо-восточной части Тверской области на расстоянии приблизительно 13 км по прямой на север по прямой от районного центра села Лесного.

## История
Деревня уже была отмечена на карте 1825 года. В 1859 году здесь (деревня Горка Весьегонского уезда Тверской губернии) было учтено 14 дворов. До 2019 года входила в состав ныне упразднённого Бохтовского сельского поселения.

## Население
Численность населения: 86 человек (1859 год), 28 (русские 100 %) в 2002 году, 24 в 2010.